# Osselle
Osselle était une ancienne commune française située dans le département du Doubs en région Franche-Comté, devenue, le 1er janvier 2016, une commune déléguée de la commune nouvelle d'Osselle-Routelle.

## Géographie

### Toponymie
Osella en 1130 ; Auriscelle en 1179 ; Orsellas en 1190 ; Ossele en 1293 ; Osselle en 1515 : Oselle en 1584 ; Oyselle en 1677.
Osselle se situe à environ 215 mètres d'altitude, à 16 km au sud-ouest de Besançon (à vol d'oiseau) et à 8 km de Saint-Vit.
Le village se trouve dans une des nombreuses boucles du Doubs et est traversé par le canal du Rhône au Rhin.

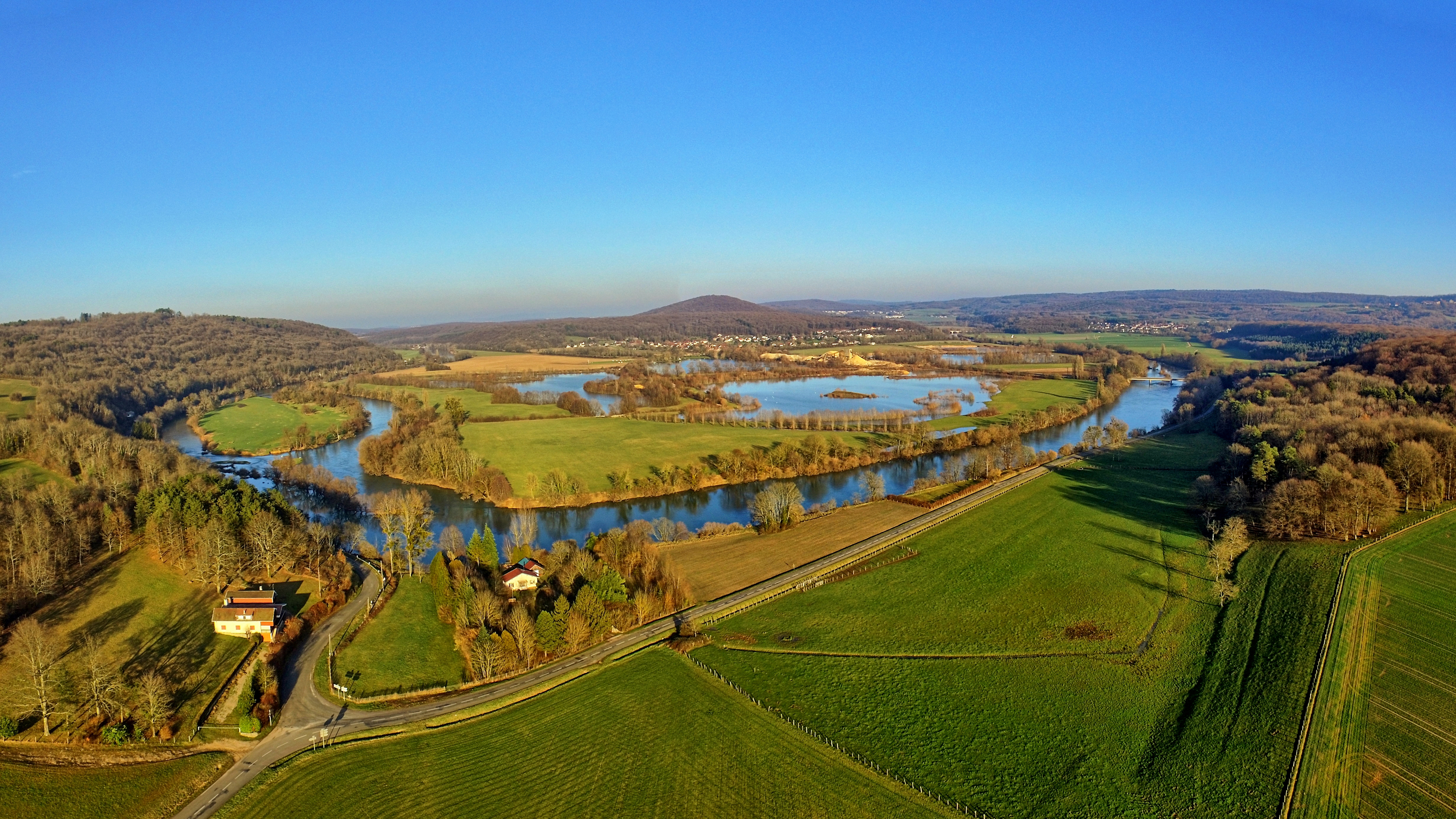
Le village dans la boucle du Doubs.

### Accès et transport
La commune est traversée par la route départementale D 13. Le péage d'autoroute le plus proche est celui de Besançon-Ouest-Planoise, à environ 14 km, sur l'Autoroute A36.
La commune est desservie par la ligne  56  du réseau de transport en commun Ginko.

## Histoire
Les fouilles archéologiques des années 1970 ont permis d'établir qu'Osselle était déjà occupée en tant que colonie à l'époque romaine. On parle pour la première fois d'Osselle dans un document manuscrit en 1130 : le village est nommé par son château : castro de Ossella.
Au Moyen Âge, Osselle dépendait en partie de la seigneurie d'Abbans.
Lors de la Paix de Nimègue, Osselle est rattachée à la France, comme le reste de la Franche-Comté.

### Pont sur le Doubs
Une voie romaine  franchissait la rivière à cet endroit. Le « pont de Orselle sous Abbans » appartenait, en 1272, à Guillaume d’Abbans qui le tenait de la comtesse de Bourgogne. La traversée sera assurée par un bac jusqu’au XIXe siècle, en raison du manque d'entretien du pont puis de sa disparition. Un pont suspendu est construit en 1857, remplacé en 1913 et détruit en 1944. Un pont provisoire assurera le passage jusqu’à la construction du pont actuel en 1960.

## Politique et administration

### Liste des maires successifs
| Période                                  | Période          | Identité      | Étiquette | Qualité              |
| ---------------------------------------- | ---------------- | ------------- | --------- | -------------------- |
| mars 2001                                | 31 décembre 2015 | Michel Lartot | DVD       | Agriculteur retraité |
| Les données manquantes sont à compléter. |                  |               |           |                      |

### Liste des maires délégués successifs
| Période                                  | Période  | Identité    | Étiquette | Qualité |
| ---------------------------------------- | -------- | ----------- | --------- | ------- |
| 1er janvier 2018                         | En cours | Anne Olszak |           |         |
| Les données manquantes sont à compléter. |          |             |           |         |

## Démographie
L'évolution du nombre d'habitants est connue à travers les recensements de la population effectués dans la commune depuis 1793. À partir du 1er janvier 2009, les populations légales des communes sont publiées annuellement dans le cadre d'un recensement qui repose désormais sur une collecte d'information annuelle, concernant successivement tous les territoires communaux au cours d'une période de cinq ans. 
Pour les communes de moins de 10 000 habitants, une enquête de recensement portant sur toute la population est réalisée tous les cinq ans, les populations légales des années intermédiaires étant quant à elles estimées par interpolation ou extrapolation. Pour la commune, le premier recensement exhaustif entrant dans le cadre du nouveau dispositif a été réalisé en 2008,.
En 2013, la commune comptait 437 habitants, en évolution de +15 % par rapport à 2008 (Doubs : +2,04 %, France hors Mayotte : +2,49 %).
| 1793 | 1800 | 1806 | 1821 | 1831 | 1836 | 1841 | 1846 | 1851 |
| ---- | ---- | ---- | ---- | ---- | ---- | ---- | ---- | ---- |
| 450  | 401  | 472  | 469  | 447  | 510  | 515  | 535  | 480  |

| 1856 | 1861 | 1866 | 1872 | 1876 | 1881 | 1886 | 1891 | 1896 |
| ---- | ---- | ---- | ---- | ---- | ---- | ---- | ---- | ---- |
| 440  | 393  | 376  | 334  | 325  | 301  | 316  | 283  | 290  |

| 1901 | 1906 | 1911 | 1921 | 1926 | 1931 | 1936 | 1946 | 1954 |
| ---- | ---- | ---- | ---- | ---- | ---- | ---- | ---- | ---- |
| 276  | 310  | 317  | 240  | 226  | 229  | 209  | 221  | 211  |

| 1962 | 1968 | 1975 | 1982 | 1990 | 1999 | 2008 | 2013 | - |
| ---- | ---- | ---- | ---- | ---- | ---- | ---- | ---- | - |
| 186  | 191  | 204  | 223  | 354  | 349  | 380  | 437  | - |

## Lieux et monuments
- Découverte dès le XIIIe siècle, la grotte d'Osselle se visite depuis 1504.
- Église Saint-Martin d'Osselle, reconstruite en 1725 et clocher refait en 1984 avec des tuiles vernissées.
- Le lac d'Osselle et sa plage, base nautique de l'agglomération.

## Économie
Pendant le XXe siècle, Osselle était surtout un village agricole, vivant notamment de l'agriculture (viticulture, élevage de bétail, culture céréalière, sylviculture). La culture céréalière est toujours présente mais les vignes ont toutes disparu (ravagées par le phylloxera dans les années 1900 - 1910).
Les activités de loisirs sont bien représentées du fait de la conversion d'une partie d'une sablière en plan d'eau destiné à la baignade. Osselle dispose également d'un camping, et d'un parcours sportif, tous très fréquentés. La Véloroute d'intérêt européen Nantes - Budapest longe le canal en empruntant l'ancien chemin de halage.